# Tube à ondes progressives
Pour les articles homonymes, voir TOP et TWT (homonymie).
Le tube à ondes progressives (TOP), (en anglais : Traveling-Wave Tube, TWT) est un tube à vide utilisé en hyperfréquences pour réaliser des amplificateurs de faible, moyenne ou forte puissance. Il permet de réaliser des amplificateurs puissants (couramment quelques centaines de watts), à haute fréquence (commercialement jusqu'à la bande W, 94 GHz, en 2014, expérimentalement jusqu'à 860 GHz) dans une large bande (jusqu'à deux octaves). En raison de son très bon rendement électrique (jusqu'à 70 %), de sa robustesse (fonctionnement à plus de 200 °C), de sa fiabilité (environ 100 FIT) et de sa longévité (plus de 15 ans de durée de vie en continu), il convient particulièrement bien comme amplificateur embarqué dans les satellites de télécommunications. Le TOP est un dispositif permettant une amplification à très faible bruit de fond (jusqu'à 1 dB de facteur de bruit en bande S), et historiquement il est utilisé pour cette fonction qui aujourd'hui est beaucoup plus facilement réalisable par des transistors à faible bruit.

## Origines des tubes à ondes progressives
Le tube à ondes progressives est inventé par Andrei Haeff en 1932 en Californie, puis est réinventé par Rudolf Kompfner en 1942 en Angleterre. Les premiers utilisés à la fin de la Seconde Guerre mondiale fournissent quelques milliwatts de puissance et fonctionnaient à la fréquence de 2 GHz. Ils sont le développement logique des tubes hyperfréquence apparus dans les années 1930, qui ont permis de s’affranchir des limitations des tubes à grilles classiques. Ils font partie de la famille des tubes à faisceau linéaire.

## Principe de fonctionnement d’un TOP bi-collecteurs

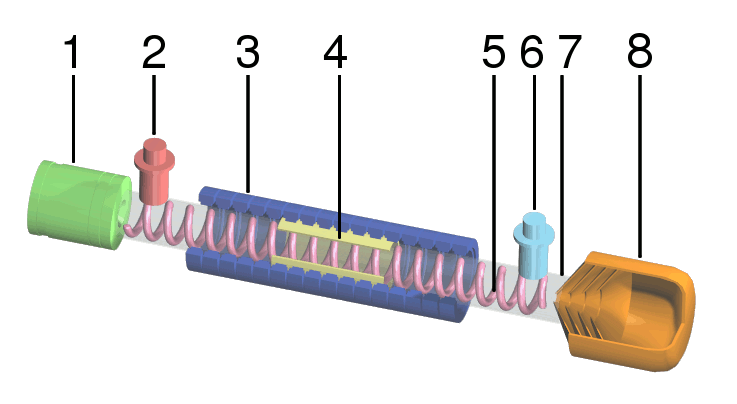
Tube à ondes progressives. (1) Cathode ; (2) Entrée du signal hyperfréquence à amplifier (ici, connecteur coaxial) ; (3) Aimants permanents ; (4) Atténuateur ; (5) Hélice ; (6) Sortie du signal amplifié (ici, connecteur coaxial) ; (7) Enveloppe ; (8) Collecteur d'électrons.

Le tube à ondes progressives est composé de quatre parties principales :
- le canon électronique (filament, cathode, wehnelt et anode).
- l’hélice.
- les collecteurs.
- l’enceinte à vide.

### Le canon électronique
La cathode est la source des électrons qui constituent le faisceau électronique dans tous les tubes hyperfréquence. Elle est faite d’un mélange complexe de métaux (tungstène poreux, baryum) et portée à une température de 1050 °C, environ, par un filament de tungstène enrobé d’un moulage en alumine qui favorise l’échange thermique entre le filament et la cathode.
Lorsque la cathode a atteint sa température de fonctionnement, on peut appliquer un champ électrique entre anode et cathode. La cathode émet alors un faisceau d’électrons très dense qui est accéléré par le potentiel positif de l’anode.
La forme particulière de la cathode et du wehnelt a un effet convergent sur le faisceau, qui est ainsi focalisé en un cylindre de quelques millimètres de diamètre dans la région de l’anode.

### L’hélice
L’hélice est une spirale en cuivre ou en tungstène, insérée dans l’enveloppe métallique du tube, dont elle est isolée au moyen de barreaux en céramique, choisis pour leur bonne conductivité thermique.
La focalisation du faisceau d’électrons est assurée par des aimants permanents alternés.
L’hélice est connectée à l’enveloppe en un point désigné « point hélice » des alimentations.
Le signal hyperfréquence d’entrée est appliqué à l’hélice à son extrémité côté canon.
Pour obtenir une bonne interaction entre le faisceau et l'onde hyperfréquence qui se déplace le long de l'hélice, il faut qu'ils aient une vitesse axiale proche. Comme la propagation d’une onde le long d’un fil dans le vide s’effectue à une vitesse voisine de celle de la lumière, il est nécessaire d’augmenter la longueur de son trajet pour la synchroniser au faisceau, ceci explique la forme en hélice. Durant leur trajet le long de l'axe de l'hélice, les électrons sont freinés par l'onde, et de ce fait communiquent à celle-ci une partie de leur énergie cinétique. L'amplitude de l'onde sera donc plus grande à la fin de l'hélice qu'à son début : le signal a été amplifié.
Le réglage précis de la vitesse du faisceau est obtenu par l’ajustement de la tension hélice-cathode.

#### Hélice à périodicité variable
La demande d'amélioration du rendement de conversion des TOP pour les télécommunications a conduit à l'introduction d'hélices à pas (la périodicité de la spirale) variable, entre l'atténuation et la sortie, une réduction du pas réduisant localement la vitesse de propagation de l'onde, donc du champ électrique appliqué aux électrons, et permettant à l'onde déjà amplifiée de rester plus longtemps en phase avec les électrons ralentis car ayant cédé une partie de leur énergie.
Les tubes les plus performants emploient même une double variation de la périodicité : d'abord une augmentation du pas (donc de la vitesse de l'onde vue par les électrons) pour améliorer la formation des paquets d'électrons, suivie d'une réduction du pas pour un freinage plus efficace.

### Les collecteurs
Leur rôle est de recueillir les électrons après leur passage à travers l’hélice. Ils reçoivent toute l’énergie que le faisceau n’a pas fourni à l’onde hyperfréquence.
- Les tubes à deux collecteurs, issus de la technologie spatiale, permettent un gain appréciable de rendement et une diminution encore plus importante de la puissance dissipée par le TOP en petit signal.

#### Rôle du collecteur 1
La tension collecteur 1 – cathode doit être suffisamment importante pour que les électrons les plus ralentis, lorsque le tube fonctionne à saturation, ne risquent pas de rebrousser chemin pour venir tomber sur les dernières spires de l’hélice.
- Ce collecteur est donc polarisé à une tension proche de celle du collecteur unique des TOP conventionnels.

#### Rôle du collecteur 2
Il a pour mission de recueillir tous les électrons ayant conservé une vitesse suffisante pour franchir le premier collecteur. La tension collecteur 2–cathode est environ moitié de la tension collecteur 1–cathode.
- Il s’ensuit une amélioration du rendement (qui passe typiquement de 30 à 40 %) lorsque le tube fonctionne à saturation et une diminution considérable de la puissance dissipée dans la zone « collecteur » des TOP quand ceux-ci travaillent à petit signal.
- Par exemple, la puissance dissipée, pour des TOP de 750 W (RF), passe de 2400 W pour un TOP mono-collecteur à 1300 W pour un bi-collecteurs.

Remarque : les tubes utilisés aujourd'hui disposent couramment de 4 collecteurs, ce qui permet d'atteindre des rendements de 60 %. Des versions à cinq collecteurs sont en cours de développement, toujours pour accroître le rendement de ceux-ci.

### L’enveloppe à vide
Un vide très poussé doit être maintenu en permanence durant toute la vie du TOP.
L’enceinte doit donc être en mesure de conserver ce vide (10-8 torr) sans lequel apparaissent des risques d’arc et/ou une pollution de la cathode.
Les points les plus fragiles de l’enceinte sont les accès hyperfréquence à l’entrée et à la sortie où des « fenêtres » sont inévitables. Selon la fréquence du signal, les connecteurs sont de type coaxial ou guide d'ondes.

## TOP à cavités couplées

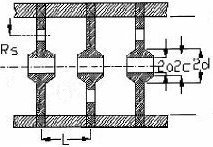
Cavités couplées pour TOP.

Un TOP avec un circuit en hélice, est limité en puissance crête (2 à 3 kW) par l'apparition d'oscillations à onde inverse parasites, et en puissance moyenne par la dissipation thermique de l'hélice ; une hélice brasée sur des supports en oxyde de béryllium peut néanmoins atteindre et même dépasser une puissance de 1 kW CW (Continuous Wave) en bande X.
Un TOP tout métal, dont le circuit est constitué d'une succession de cavités couplées, par exemple par des fentes alternées comme sur l'image ci-contre, permet de dépasser ces limites, au détriment de la bande de fréquence de fonctionnement réduite par rapport à celle d'une ligne en hélice.

## Dégradation des TOP

### Filament
La résistance du filament de tungstène est dépendante de la température et présente un coefficient positif. Il est donc nécessaire de limiter l’appel de courant à froid (généralement à environ deux fois la valeur nominale).

### Hélice
C’est la partie la plus fragile du TOP, et elle peut être instantanément fondue en cas d’erreur de mise en œuvre ou de mauvaise polarisation.
Le faisceau d’électrons doit rester parfaitement rectiligne, de section constante, de la sortie du canon au collecteur. Si des électrons tombent sur l’hélice (ce qui se traduit par une augmentation du courant hélice), les alimentations hélice et anode doivent être coupées. L’énergie maximale interceptée par l’hélice doit rester inférieure à la valeur spécifiée par le fabricant du tube (5 à 20 joules selon le tube).
Les principales causes de défocalisation sont :
- Chute de tension collecteur – cathode ;
- Tension hélice – cathode en dehors des limites spécifiées ;
- Tension hélice – anode en dehors des limites spécifiées ;
- Tension filament
- Puissance d’entrée hyperfréquence excessive ;
- ROS de sortie excessif ;
- Surchauffe ;
- Présence d’un champ magnétique à proximité du tube.